# أندرو لام
أندرو لام (بالإنجليزية: Andrew Lam)‏ هو شخصية أعمال أمريكي، ولد في 1964 في فيتنام الجنوبية.